# Rudolf Diesel
Rudolf Diesel (tên đầy đủ Rudolf Christian Karl Diesel; 1858–1913) là một nhà phát minh và kỹ sư người Đức. Ông nổi tiếng vì những phát minh về động cơ, nên tên của ông được cho một loại động cơ (động cơ diesel) và một loại nhiên liệu (dầu diesel).

## Cuộc đời
Ông Diesel sinh ngày 18 tháng 3 năm 1858 tại Paris. Năm 1872 Diesel quyết định trở thành một kỹ sư và là học sinh tốt nghiệp giỏi nhất các khóa đào tạo tại trường dạy nghề (1873) và trường công nghiệp (mùa hè 1875). Sau đó ông bắt đầu học đại học tại trường Đại học Kỹ thuật München. Tháng 1 năm 1880 ông thi tốt nghiệp tại trường Đại học Kỹ thuật München với điểm tốt nhất từ khi thành lập trường.
Ngày 27 tháng 2 năm 1892 Diesel đăng ký tại cơ quan về bằng phát minh của Đế chế Đức và ngày 23 tháng 2 năm 1893 ông nhận được bằng phát minh DRP 67 207 "về quy trình làm việc và cách chế tạo cho máy đốt". Bằng phát minh thứ hai của ông (DRP 82 168, ngày 29 tháng 11 năm 1893) sửa đổi quy trình của động cơ nhiệt Carnot.
Bắt đầu từ năm 1893 Rudolf Diesel phát triển động cơ Diesel trong nhà máy cơ khí Ausburg (sau này là MAN AG) với sự tham gia về tài chính của công ty Friedrich Krupp. Năm 1897 mô hình động cơ diesel đầu tiên có thể hoạt động được hoàn thành.
Ngày 1 tháng 1 năm 1898 nhà máy động cơ Diesel Ausburg được thành lập, sau đó là Diesel Engine Company vào mùa thu năm 1900 tại London (Vương quốc Anh). Tàu thủy được trang bị động cơ diesel đầu tiên ra đời năm 1903. Năm 1908 động cơ Diesel loại nhỏ đầu tiên, xe tải và đầu tàu hỏa diesel đầu tiên được chế tạo. Động cơ diesel dùng cho ô tô được chế tạo hằng loạt lần đầu tiên trong năm 1936 và được trang bị cho chiếc Mercedes-Benz 260-D.

## Mất tích
Ngày 29 tháng 9 năm 1913 Rudolf Diesel lên tàu "Dresden" tại Antwerpen (Bỉ) đi London trên eo biển Manche để tham dự buổi họp mặt của Consolidated Diesel Manufacturing Ltd. Sau đấy người ta không còn thấy ông nữa. Vào ngày 10 tháng 10 thủy thủ của tàu Hà Lan "Coertsen" nhìn thấy một thi thể trôi dạt trên biển trong lúc biển động mạnh. Họ không thể vớt được thi thể mà chỉ có thể vớt được một vài vật nhỏ như ví tiền, dao bỏ túi và bao đựng kính mắt, những vật được Eugen Diesel, con trai của Rudolf Diesel, nhận dạng vào ngày 13 tháng 10 tại Vlissingen (tây nam Hà Lan).
Tình huống dẫn đến cái chết của Rudolf Diesel không được làm sáng tỏ, gia đình của ông hoài nghi giả thuyết cho rằng ông đã tự tử và tin rằng ông đã bị giết chết. Một giả thuyết cho rằng nước Đức lúc bấy giờ đã cho người giết chết ông vì chiến tranh đang đến gần kề và Rudolf Diesel đã cấp giấy phép về kỹ thuật Diesel cho nước Pháp và Anh, là hai quốc gia địch thủ lúc bấy giờ. Một giả thuyết khác cho rằng diesel đã bị các nhà tài phiệt trong ngành công nghiệp dầu mỏ cho người ám sát vì ông đang phát triển loại động cơ diesel sinh học. Mặc dầu vậy việc ông tự tử cũng được cho là rất có thể vì ông đang đứng trước sự sụp đổ về tài chính.
Sau cái chết của Rudolf Diesel việc nghiên cứu về động cơ diesel sinh học bị chấm dứt và chỉ còn loại động cơ diesel dùng dầu diesel có nguồn gốc hóa thạch là được tiếp tục phát triển.